# Martin Green
Martin Green (Norwich, 28 november 1980) is een Britse folkaccordeonist.

## Biografie
Zijn carrière als componist begon in 2003 met de gigantische milieu-theaterproductie van Albatross, gebaseerd op de reis van Ernest Shackleton, die het middelpunt was van het Theater Field van het Glastonbury Festival in 2004.
Samen met Aidan O'Rourke en Kris Drever formeerde Green de band Lau in 2005. Het folktrio heeft prijzen gewonnen, waaronder die voor Beste Groep bij de BBC Radio 2 Folk Awards tot vier keer toe.
Green ontwikkelde zijn solocarrière als componist en kreeg een reeks opdrachten, met name zijn theatrale liederencyclus Crows' Bones voor Opera North in 2012/2013. 
In 2014 won hij een Paul Hamlyn Foundation Award for Artists als erkenning voor zijn werk als componist.
In 2015 kreeg Green de opdracht om muziek te schrijven en een nieuw noise-apparaat te maken van het Kronos Quartet. Het nieuwe muziekstuk Seiche werd uitgevoerd tijdens de Britse tournee van het Kronos Quartet in 2016. 
Green begon in 2016 aan de nieuwe productie Flit, gemaakt in samenwerking met BAFTA-winnende animators Will Anderson en Ainslie Henderson van Whiterobot. Flit bevat de muzikanten Adrian Utley, Dominic Aitchison, Becky Unthank (van The Unthanks) en Adam Holmes en premières op het Edinburgh International Festival 2016.
Martin Green heeft ook gewerkt als sessiemuzikant voor onder andere Linda Thompson en Eliza Carthy. Als onderdeel van Lau trad hij op met Jack Bruce van Cream.

## Privéleven
De voorouders van Green waren Joodse vluchtelingen die in de jaren 1930 naar Oostenrijk vluchtten. Zijn overgrootvader kwam terecht in een joods ghetto in Shanghai, waarna zijn grootmoeder een paar jaar later met haar moeder naar Londen vertrok. Green groeide op in Leeds. Zijn partner is muzikante Inge Thomson. Het gezin woont op de Shetlandeilanden.